# Comuna Burlăceni, Cahul
Burlăceni este o comună din raionul Cahul, Republica Moldova. Cuprinde satele Burlăceni și Greceni.

## Demografie
Structură etnică
     moldoveni (32,31%)
     ucraineni (11,83%)
     ruși (5,41%)
     găgăuzi (45,49%)
     bulgari (3,94%)
     români (0%)
     evrei (0,04%)
     polonezi (0,04%)
     țigani (0,04%)
     alte etnii / nedeclarată (0,9%)
Conform datelor recensământului din 2004, populația localității este de 2.383 locuitori, dintre care 1.153 (48,38%) bărbați și 1.230 (51,62%) femei. Structura etnică a populației în cadrul localității arată astfel:
- moldoveni — 770;
- ucraineni — 282;
- ruși — 129;
- găgăuzi — 1.084;
- bulgari — 94;
- evrei — 1;
- polonezi — 1;
- țigani — 1;
- altele / nedeclarată — 21.

## Administrație și politică
Componența Consiliului local Burlăceni (11 consilieri), ales la 5 noiembrie 2023, este următoarea:
|  | Partid                                       | Consilieri | Componență | Componență | Componență | Componență | Componență | Componență |
|  | -------------------------------------------- | ---------- | ---------- | ---------- | ---------- | ---------- | ---------- | ---------- |
|  | Partidul Socialiștilor din Republica Moldova | 6          |            |            |            |            |            |            |
|  | Partidul Democrat Modern din Moldova         | 5          |            |            |            |            |            |            |